# サミュエル・フラー
サミュエル・フラー（Samuel Fuller、1912年8月12日 - 1997年10月30日）は、アメリカの映画監督。

## 来歴
マサチューセッツ州ウースター出身にて、ポーランドからのユダヤ系移民の両親の元に生まれる。本名は、サミュエル・マイケル・フラーで、父親は11歳の時に他界、元々一家の名は”ラビノヴィチ”なる名であったが、アメリカへの移民の際に、その名を”フラー”に変えたという。17歳の頃から新聞社の犯罪レポーター、パルプ小説のゴーストライター、脚本家などの職に就いた。第二次世界大戦中、北アフリカからヨーロッパでの厳しい戦闘で勲章を得る。1949年に『地獄への挑戦』で監督デビュー。この時は、わずか10日間で撮影が終了したという。
自らの裏社会での経験、戦争中の困難な体験、そして米国南部での人種差別への取材などから、独特のエキセントリックな作風を生み出している。ほとんどの作品が独立プロダクションの中で低予算で早撮りで作られた。
アメリカではB級映画監督と見なされていたが、フランスなどでは高く評価され、後に米国本土でも再評価された。
晩年は、製作の本拠地をヨーロッパに移し、時にはヴィム・ヴェンダースやアキ・カウリスマキの作品などにゲスト出演した。
撮影時のアクションのスタートはピストルをぶっ放して始めたというエピソードも残されている。
ジャン＝リュック・ゴダール監督の作品『気狂いピエロ』(ワンシーンのみ出演)で「映画とは何か？」との質問に「映画とは、戦場のようなものだ。愛、憎しみ、アクション、暴力、そして死。要するに、エモーションだ」と答えたことは有名。

## 主な作品

### 監督作品
- 地獄への挑戦 -I Shot Jesse James  (1949)  監督/脚本
- アリゾナのバロン -The Baron of Arizona  (1950)  監督/脚本
- 鬼軍曹ザック -The Steel Helmet  (1951) 監督/製作/脚本
- 折れた銃剣 -Fixed Bayonets! (日本未公開・1951)  監督/脚本
- パーク・ロウ -Park Row (1952)  監督/製作/脚本
- 拾った女 -Pickup on South Street (1953)  監督/脚本＊アメリカ国立フィルム登録簿(2018)
- 地獄と高潮 -Hell and High Water (1954)  監督/脚本
- 東京暗黒街・竹の家 -House of Bamboo (1955)  監督/脚本
- チャイナ・ゲイト -China Gate (1957) 監督/製作/脚本
- 四十挺の拳銃 -Forty Guns (日本未公開・1957)  監督/製作/脚本
- 赤い矢 -Run of the Arrow (1957)  監督/製作/脚本
- クリムゾン・キモノ -The Crimson Kimono (日本未公開・1959)  監督/製作/脚本
- 戦火の傷跡 -Verboten!  (日本未公開・1959)  監督/製作/脚本
- 陽動作戦 -Merrill's Marauders (1961)  監督/脚本
- 殺人地帯U・S・A  -Underworld U.S.A. (1961) 監督/製作/脚本
- ショック集団 -Shock Corridor (1963)  監督/製作/脚本＊アメリカ国立フィルム登録簿(1996)
- 裸のキッス -The Naked Kiss (1964)  監督/製作/脚本
- ザ・シャーク -Shark! (日本未公開・1969)  監督/脚本
- ベートーヴェン通りの死んだ鳩 - Tote Taube in der Beethovenstrabe (1972) 監督/脚本
- 最前線物語(1980) -The Big Red One  監督/脚本
- ホワイト・ドッグ -White Dog (1982)  監督/脚本
- 夜の泥棒たち - Thieves After Dark (1984) 監督/脚本
- デンジャーヒート/地獄の最前線 -La Madonne et le dragon (1989)  監督/脚本
- ストリート・オブ・ノー・リターン -Street of No Return (1989)  監督/脚本

### その他
- 肉弾戦車隊 -The Tanks Are Coming (1951)  原作
- コマンド  -The Command  (1954) 脚本
- 気狂いピエロ -Pierrot le fou (1965)  出演
- 謀略都市 -The Cape Town Affair (1967)  脚本
- ラストムービー -The Last Movie (1971)   出演
- 死の追跡 -The Deadly Trackers (1973)  原作
- クランスマン -The Klansman (1974)  脚本
- ことの次第 -Der Stand der Dinge (1981)  出演
- ジェリー・ルイスの 双子の鶏フン大騒動 -Slapstick (Of Another Kind) (日本未公開・1983)  出演
- ハリー奪還 -Let's Get Harry (1986)  原案
- ヘルシンキ・ナポリ/オールナイトロング -Helsinki Napoli All Night Long (1987)  出演
- 新・死霊伝説 -A Return to Salem's Lot (日本未公開・1987)  出演
- フォース・オブ・ラブ- Médecins des hommes (日本未公開・TV作品・1988)  出演
- 父の恋人 -Sons (1989)  出演
- ラヴィ・ド・ボエーム -La Vie de bohème (1992)  出演
- サムバディ・トゥ・ラブ  -Somebody to Love (1994)  出演
- ガールズ・プリズン -Girls in Prison (TV作品・1994)  脚本

## 翻訳された著書
- 映画は戦場だ! サミュエル・フラー著 ; 吉村和明, 北村陽子訳 筑摩書房  1990(リュミエール叢書, 5)
- バトルロイヤル サミュエル・フラー 著,吉村和明, 北村陽子 訳 筑摩書房  1991
- ベートーヴェン通りの死んだ鳩 サミュエル・フラー 著,吉村和明, 北村陽子 訳 筑摩書房  1993
- 脳髄震撼 サミュエル・フラー 著,吉村和明, 北村陽子 訳 筑摩書房  1997
- サミュエル・フラー自伝 : わたしはいかに書き、闘い、映画をつくってきたか サミュエル・フラー, クリスタ・ラング・フラー, ジェローム・ヘンリー・ルーズ 著,遠山純生 訳 boid 2015